# 柏秀樹
柏 秀樹（かしわ ひでき、1954年2月24日 - ）は、日本のモータージャーナリスト、ライディングスクール校長。

## 来歴
山口県岩国市出身。駒澤大学大学院博士課程商学研究課修了。
大学院生の時、作家片岡義男とバイクサウンドを収録したLPレコード「W1ツーリング～風を切り裂きバイクは走る～」を共同製作。大学院修了後、フリーランスのモータージャーナリストとなる。その後は、世界一過酷な「ダカールラリー」に4回参戦した他、さまざまなラリーレイドに参戦しながらモーターサイクルを中心とする雑誌・新聞への寄稿や、単行本執筆・講演活動などを行う。
2003年にRAS：ライディング・アート・スクールを開校。2009年には名称と講習内容をリニューアルしたKRS「柏秀樹ライディングスクール」を開校。「笑顔で、いつまでも安全に楽しく走り続けよう！」をスローガンにした安全運転ライディングの指導を関東を中心に全国で行なう。

## 略歴
1979年バイクサウンドLP「W1ツーリング」製作以来、バイク専門誌等の雑誌へ執筆を行う。
- 1984年 全日本MXにA級ライダーのメカ＆マネージャーとして参戦
- 1987年 「鈴鹿8耐」でFM実況中継レース解説担当
- 1987年 東京FM「片岡義男の気まぐれ飛行船」に8回出演
- 1988年 東京12チャンネルTV「インカラリー」にゲストとして出演
- 1989年 NHK BSチャンネル「マン島TTレース」に解説者として出演
- 1989年 NHK「南米ラリー紀行」に出演
- 1994年 中国新聞「素晴らしいバイクワールド」50回連載
- 1994年 毎日新聞「バイクおもしろ講座」11年間連載
- 2002年 ハーレーダビッドソン・ジャパンのオフィシャルビデオにてライディングテクニック解説
- 2002年 ビューエルのオフィシャルクラブ「BRAG」にて、日本初の「ラーニング・カーブ」のインストラクター
- 2003年 RAS:ライディング・アート・スクール開校
- 2005年 2008年まで日本二輪車協会「バイクライフTV」でメインキャスト＆バイク運転講師担当
- 2007年 NHKラジオにて90分生出演
- 2009年 KRS（柏秀樹ライディングスクール）開校
- 2011年 （社）日本自動車工業会「二輪車の利用環境デザイン」～都市交通の主力モビリティをめざして～調査検討委員会委員
- 2011年 （財）駐車場整備推進機構「自動二輪車標準マーク」制定と運営マニュアル制定委員
- 2012年 ハーレーダビッドソン公式安全講習HOGレッスン関東・関西講師
- 2013年 経産省主催：第1回「バイク・ラブ・フォーラム」（会場：鈴鹿サーキット）パネリスト
- 2013年 日本二輪車普及安全協会：関東二輪車協会主催の運転講習3年連続講師
- 2015年 経産省主催：第３回「バイク・ラブ・フォーラム」（会場：熊本）講演
- 2018年　KRS柏秀樹ライディングスクール開講1000回：受講生数延２万人

### その他
- 1991年以降ホンダ本社主催「バイクフォーラム」の企画＆司会（93年よりレギュラー）30回担当
- ホンダ（栃木研究所、朝霞研究所など）での安全に関する講演3回
- ヤマハ営業マン向け講演5回、販売店向け講演、ヤマハファン向け講演など10回以上
- 神奈川県立高校・静岡県立高校・茨城県立高校など20校以上で生徒・PTAへの安全に関する講演
- 神奈川県山手警察署職員に向けての講演
- 東京都大田区職員600名×2回の講演
- 東京都文京区本富士警察主催の交通安全スクールのチーフとして12年間活動
- 二輪車安全振興会の講師として関東ほか全国へ講師として活動
- 一般企業ほか全国各地の「バイク販売店のプロおよび一般ライダーに向けての講演および実技」講習
- 陸上自衛隊・富士学校隊員200名に向けての講演

## 著作

### 書籍
- 「大型中型小型図解2輪免許の取り方」交通タイムス社 1982年
- 「ライダーズマニュアル」GP企画センター 1982年
- 「ライダーズマニュアル改訂版」 GP企画センター 1983年
- 「レーサー気分でハングオン スズキRG250Γ」山海堂 1984年
- 「ホンダVT250F マイバイクエンジョイマニュアル」山海堂 1984年
- 「ヤマハTZR250 マイバイクエンジョイマニュアル」山海堂 1985年
- 「Challenge鈴鹿’84」角川書店 1984年
- 「250c.c. いま、クォーターバイクが最高!!」池田書店 1985年
- 「バイクツーリング  旅ゆくライダーの必携マニュアル」池田書店 1986年
- 「ホンダモーターサイクルのすべて」池田書店 1986年
- 「スズキモーターサイクルのすべて」池田書店 1987年
- 「ヤマハモーターサイクルのすべて」池田書店 1987年
- 「カワサキモーターサイクルのすべて」池田書店 1987年
- 「ビッグバイクセレナーデ」主婦の友社 1989年：日本初のCD付きブック
- 「レーサーレプリカテクニック」講談社 1989年
- 「バイク海外ラリー大百科 いつかパリダカ」勁文社 1990年
- 「ライダーズバイブル」PHP研究所 1995年
- 「ホンダメモリーズ50  モーターサイクル編 1948‐1998」立風書房 1998年
- 「柏秀樹の転んではいけない」モーターマガジン社 2010年
- 「カタログコレクション日本のオートバイ」双葉社：片岡義男共同編集
- 「カタログコレクション日本のオートバイ増補改訂版」双葉社：片岡義男共同編集
- 「カタログコレクション日本のオートバイ・パート2」双葉社：片岡義男共同編集
- 「カタログコレクション世界のオートバイ」双葉社：片岡義男共同編集
- 「カタログコレクション日本のスポーツカー」双葉社：片岡義男共同編集 1985年
- 「ホンダCB750フォア」全80巻監修  デアゴスティーニ 2012年
- 「スズキGSX-1300Rハヤブサ」全80巻監修 デアゴスティーニ 2013年
- 「これだけ バイク!」秀和システム 2016年
- 「IQライディング」2018バージョン　モーターマガジン社

### LP・CD
LPレコード：絶版（構成・企画・著作・編集・ライダー＆ドライバー）
- 「W1ツーリング」　〜風を切り裂きバイクは走る〜日本コロムビア 1979年
- 「グッドタイムスツーリングXS-1」日本コロムビア　1980年
- 「単車！」〜ワインディングロードのヒーロー達〜日本コロムビア 1980年
- 「80年全日本モトクロスin鈴鹿」日本コロムビア 1981年
- 「わが青春の名車たちパート1」日本コロムビア 1982年
- 「わが青春の名車たちパート2」日本コロムビア 1982年
- 「汚れた英雄」サントラ盤  東芝EMI
- 「白バイ野郎ジョン＆パンチ」RCAビクター：Z1000Pにて走行

CD：絶版
- 「W1＆XS-1」リミックス復刻版 日本コロムビア
- 「ワインディングロードのヒーロー達」日本コロムビア
- 「わが青春の名車たち」パート1・パート2：復刻版  日本コロムビア

### DVD
- 『ビッグマシンを自在に操る』内外出版社  2003年
- 『ビッグマシンを自在に操る2』内外出版社  2005年
- 『ビッグマシンを自在に操る：脱ビギナー編』内外出版社 2010年
- 『ビッグマシンを自在に操る・柏 秀樹の超実践トレーニングツアー』内外出版社  2010年
- 『ビッグマシンを自在に操る5』内外出版社 2013年

## 主なレース出場歴
- 1984年 ファラオラリー（エジプト）：リタイア（ホンダXLX250R；カムスプロケット脱落）
- 1988年 インカラリー（ペルー）：44位（ヤマハXT600Zテネレ）
- 1988年 バハ1000（メキシコ）：クラス7位 総合49位（ホンダXR250R）
- 1989年 バハ1000（メキシコ）：クラス10位 総合35位（ホンダXR600R）
- 1990年 バハ1000（メキシコ）：クラス9位（スズキRMX250）
- 1990年 オーストラリアンサファリ（オーストラリア）：クラス3位 総合17位（ホンダXLR250 BAJA）
- 1990年 エッソ南米ラリー：2位（ペルー・チリ・アルゼンチン・ボリビア計15000km：ヤマハXT600Zテネレ）
- 1996年 ダカール・ラリー：リタイア（ヤマハXTZ850R：：主催者ミスの軽油混入のため、ゴール2日前）
- 1997年 ダカール・ラリー：総合35位（ホンダXR600R）
- 1998年 ダカール・ラリー：リタイア（ホンダXR600R：キャブレター内のパーツ破損吸入、ゴール4日前）
- 2006年 ダカール・ラリー：総合63位（ヤマハWR450F）（2016年現在、バイク部門日本人最高齢での完走）
- 「釜石24時間エンデューロ」：1位（1993年：ホンダXR600R）
- 「岩手24時間エンデューロ」：4位（ホンダ・ディグリー250）
- 「岩手24時間エンデューロ」：2位（ホンダCRM250AR）